# Homohadena stabilis
Homohadena stabilis là một loài bướm đêm trong họ Noctuidae.